# Architekturrendering
Das Architekturrendering oder auch Architekturillustration bzw. Architekturvisualisierung ist im heutigen Planungs- und Marketingprozess von Architektur, Standorten und Immobilienmarketing nicht wegzudenken und beinhaltet die detailgetreue 3D-Visualisierung über eine softwarebasierte fotorealistische Simulation von Geometrie, Materialeigenschaften und Belichtungen innerhalb einer Szene. In der Praxis können mit dem Architekturrendering Innen-, Außen-Ansichten von Gebäuden, Vogelperspektiven auf Objekte, Animationen und auch 360°-Panoramen, erzeugt werden, die realitätsgetreu ein Projekt illustrieren, wo Grundrisse und Ansichten zu abstrakt und unverständlich wirken.

## Darstellungsformen
Wie auch die professionelle Architekturfotografie fängt die fotorealistische Visualisierung durch das Zusammenspiel von Licht und Schatten die Atmosphäre des Gebäudes ein und erfolgt nach physikalisch korrekten Parametern, maßstabsgetreuen Modellen und detailgenauer Übernahme von Plandaten. Das Architekturrendering bietet heute neben der detailgetreuen Abbildung von Gebäuden die technische Grundlage Animation und 360°-Panoramen. Die Darstellungsart kann von abstrakt, stilisiert bis hin zu fotorealistisch reichen.

### Animation
Komplexe Infrastrukturprojekte oder schwierig zu kommunizierende Verkehrs- oder Projektabläufe lassen sich mithilfe von Architekturanimationen gezielt und einfach verständlich erörtern. Die filmische Umsetzung als Architekturanimation spielt auch eine bedeutende Rolle bei der exklusiven Präsentation von Architekturprojekten. Hier finden die Kurzfilme eine breite Verwendung, die die Vorzüge eines Projektes gezielt vermitteln – Emotionen, Raumgefühl und Licht werden erlebbar gemacht.

### Virtuelle Rundgänge
Realitätsnahe 360°-Panoramen werden vor allem für die Online-Vermarktung und für Multimedia-Exposés genutzt, da sie eine interaktive Begehung vor Fertigstellung ermöglichen. Die virtuelle Musterwohnung bietet einen internetbasierten 360°-VR Wohnungsrundgang an. Über Hotspots miteinander verknüpft, entsteht aus mehreren 360°-Panoramen eine virtuelle Onlinebegehung. Um eine VR-Tour zu erstellen, wird von jedem Standpunkt aus ein kugelförmiges Rendering in Hochauflösung erstellt. Diese 360°-Panoramen werden anschließend miteinander verknüpft. Zwar existieren auch eine Reihe von Online-Applikationen, die jedoch einer Bearbeitung über ein professionelles Bildsynthese-Programm qualitativ nicht entsprechen können.

## Werkzeuge
Ausgangsbasis für maßstabgerechte Visualisierungen sind CAD-Daten, Grundrisspläne und/oder Schnitte von Fassaden, die über spezielle 3D-Grafiksoftware wie zum Beispiel mit dem Programm Revit modelliert und anschließend durch einen spezialisierten Architekturillustrator bearbeitet werden. Auf der Grundlage von Skizzen, Plänen oder bereits vorhandenen 3D-Modellen entstehen qualitativ hochwertige 3D-Visualisierungen. Dies können Innen- oder Außenperspektiven sein, Fotomontagen oder Animationen, Tag- oder Nachtperspektiven. Der Berechnung des Lichtes und der Lichtquellen und Materialeigenschaften, die sich auf Objekte und deren Materialeigenschaften unmittelbar auswirken, und die Berechnung der Lichtverteilung innerhalb einer Szene, die sich durch die indirekte Beleuchtung zwischen Körpern äußert, fällt ein besonderer Stellenwert zu. Software-Produkte des Branchenführers Autodesk, die über integrierte Material- und Objektdatenbanken und u. a. gängige Belichtungsmethoden, wie Ray Tracing und Radiosity verfügen, ermöglichen dabei eine detailgetreue und realistische Integration von vorhandenen Materialstudien, Fotos oder auch Licht- und Sonnenstand. Mit einer Gameengine kann ein Gebäude sowie die Umgebung in Echtzeit begangen werden. Dieses wird mit 3D-Modellen und Physik kombiniert und als virtuelle Umgebung generiert.

## Einsatzbereiche
Wo Grundrisse und Ansichten zu abstrakt und unverständlich wirken, schaffen 3D-Visualisierungen ein realitätsnahes Bild. Die Einsatzbereiche des Renderings bei den Architektur-Visualisierungen  erstrecken sich auf verschiedene Projekttypen und Anwendungen. Der Einsatz von Visualisierungen findet u. a. als Simulations-Instrument von geplanten Hoch- und Tiefbauten und bietet in der Qualitätssicherung aufwand günstige Methoden, Problemstellungen frühzeitig zu erkennen und Maßstäbe und Wirkungen eines geplanten Projektes zu erfassen. Es dient nicht zuletzt involvierten Planern, Fachstellen und Behörden zur Kommunikation und Kontrolle. Im Weiteren ermöglichen die Visualisierungen die Orientierung der Öffentlichkeit über öffentliche Bauprojekte. Im Verkauf oder der Vermietung bzw. Sanierung oder Umnutzung einer Liegenschaft oder für Architektur-Wettbewerbe werden auf diese Darstellungsformen zurückgegriffen.
Die Einsatz Bereiche des  Architektur-Renderings liegen in den folgenden Gebieten:
- Wohnungsbau
- Büro-/Gewerbebau
- Öffentlicher Bau
- Wettbewerbe
- Straßenbau
- Bahnbau
- Flugzeugbau
- Tragwerke/Brücken

Bei der 3D-Visualisierung werden aus den vorhandenen 3D-Daten für eine jeweils einzustellende Blickrichtung und Beleuchtung optisch korrekte Bilder erzeugt (siehe Bildsynthese). Solche Bilder oder eine komplette Abfolge (also ein Video) werden in allen Kommunikationskanälen eingesetzt – im Exposé, in der Internet-Präsenz, in Pressemitteilungen, in der Außenwerbung wie etwa auf dem Bauschild Verwendung seine Verwendung findet. Auch für Bauanträge oder im Dialog mit Bauämtern haben Architekturvisualisierungen durch die detailgetreue und maßstabsgerechte Umsetzung ins 3D einen hohen Nutzen.

## Aufwand
Da jedes Projekt einzigartig ist, was Umfang, Anzahl und Art der zu erstellenden 3D-Visualisierungen, Komplexität der Architektur und Qualität des bereitgestellten Materials betrifft, reicht der Zeitaufwand von nur wenigen Tagen bis hin zu mehreren Wochen. Bei mittelgroßen Bauprojekten benötigt die Modellierung erfahrungsgemäß bis zu 3 Tage, während das eigentliche Rendering, inklusive der Zeit, die das Rendering zur Umrechnung der Materialdaten in Hochauflösung beansprucht, je nach Größe eines Bildes bis zu drei Tage. Im Bereich der Innenvisualisierungen liegen die Zeiten oft deutlich niedriger, wobei man im Schnitt von 3 Tagen ausgehen kann.

## Branchenvereinigungen
- The American Society of Architectural Illustrators (ASAI)
- New York Society of Renderers
- The Society of Architectural Illustration (SAI)